# Le Désert
Ne pas confondre avec l'ode-symphonie Le Désert de Félicien David.
Pour l’article ayant un titre homophone, voir Le Dézert.
Pour les articles homonymes, voir Désert (homonymie).
Le Désert est une ancienne commune française, située dans le département du Calvados en région Normandie, devenue le 1er janvier 2016 une commune déléguée au sein de la commune nouvelle de Valdallière.
Elle est peuplée de 72 habitants.

## Géographie
La commune est en Bocage virois. Son petit bourg est à 4,5 km au sud-est du Bény-Bocage, à 6 km à l'est de La Graverie, à 10 km au nord-est de Vire et à 15 km au nord-ouest de Vassy. Couvrant 388 hectares, le territoire du Désert était le moins étendu du canton de Vassy.
Le territoire est à l'écart des grands axes routiers, n'étant traversé que par la route départementale no 294 et son annexe. La D 294 permet au nord-ouest de retrouver Beaulieu et d'accéder à la D 577 Caen-Vire (ancienne route nationale 177) et au sud-est de joindre Presles et la D 55 Vire-Aunay-sur-Odon.
Le Désert est dans le bassin de la Vire, par son affluent le ruisseau de la Planche Vittard qui traverse le territoire du sud-est à l'ouest. Son affluent, le ruisseau de Grincelle, venant de l'est, le rejoint au centre du territoire.
Le point culminant (186 m) se situe au nord, près du lieu-dit la Hunière. Le point le plus bas (132 m) correspond à la sortie du territoire du ruisseau de la Planche Vittard, à l'ouest. La commune est bocagère.
Le climat est océanique, comme dans tout l'Ouest de la France. La station météorologique la plus proche est Caen-Carpiquet, à 41 km, mais Granville-Pointe du Roc est à moins de 60 km. Le Bocage virois s'en différencie toutefois pour la pluviométrie annuelle qui, au Désert, avoisine les 950 mm.
Les lieux-dits sont, du nord-ouest à l'ouest, dans le sens horaire : la Poussinière, le Bourg, la Chapelle, la Hunière (au nord), Aigneaux, la Haie, le Marais (à l'est), Launay, les Madières, la Criquetière (au sud), les Coutures, la Barbièrele Pont Foucard, la Titelière (à l'ouest) et le Parc.
| Le Reculey (comm. nouv. de Souleuvre en Bocage)                                      | Beaulieu (comm. nouv. de Souleuvre en Bocage) | Saint-Charles-de-Percy (comm. nouv. de Valdallière)                                       |
| La Graverie (comm. nouv. de Souleuvre en Bocage)                                     | du Désert                                     | Saint-Charles-de-Percy (comm. nouv. de Valdallière), Presles (comm. nouv. de Valdallière) |
| La Graverie (comm. nouv. de Souleuvre en Bocage), Burcy (comm. nouv. de Valdallière) | Burcy (comm. nouv. de Valdallière)            | Presles (comm. nouv. de Valdallière)                                                      |

## Toponymie
Le nom de la localité est attesté sous la forme de Déserto en 1108. Le toponyme désert, tout comme gast (Le Gast) ou vast (Le Vast), désignait une terre inculte.
Le gentilé est  Désertois.

## Histoire
Un prieuré, qui aurait été fondé vers 1101 par Robert de Presles, seigneur du Désert, dépendait de l'abbaye Saint-Martin de Troarn. Il fut démembré à la Révolution,.
Le 1er janvier 2016, Le Désert intègre avec treize autres communes la commune de Valdallière créée sous le régime juridique des communes nouvelles instauré par la loi no 2010-1563 du 16 décembre 2010 de réforme des collectivités territoriales. Les communes de Bernières-le-Patry, Burcy, Chênedollé, Le Désert, Estry, Montchamp, Pierres, Presles, La Rocque, Rully, Saint-Charles-de-Percy, Le Theil-Bocage, Vassy et Viessoix deviennent des communes déléguées et Le Bény-Bocage est le chef-lieu de la commune nouvelle.

## Politique et administration
| Période                                  | Période       | Identité          | Étiquette | Qualité               |
| ---------------------------------------- | ------------- | ----------------- | --------- | --------------------- |
| 1977                                     | mars 2001     | Gilbert Maupas    | SE        | Agriculteur           |
| mars 2001                                | décembre 2015 | Philippe Lehugeur | SE        | Responsable d'atelier |
| Les données manquantes sont à compléter. |               |                   |           |                       |

Le conseil municipal était composé de sept membres dont le maire et une adjointe. Ces conseillers intègrent au complet le conseil municipal de Valdallière le 1er janvier 2016 jusqu'en 2020 et Philippe Lehugeur devient maire délégué.

## Démographie
En 2021, la commune comptait 72 habitants. Depuis 2004, les enquêtes de recensement dans les communes de moins de 10 000 habitants ont lieu tous les cinq ans (en 2007, 2012, 2017, etc. pour Le Désert) et les chiffres de population municipale légale des autres années sont des estimations.
Le Désert a compté jusqu'à 281 habitants en 1806. Elle est au recensement de 2009 la commune la moins peuplée du canton de Vassy.
| 1793 | 1800 | 1806 | 1821 | 1831 | 1836 | 1841 | 1846 | 1851 |
| ---- | ---- | ---- | ---- | ---- | ---- | ---- | ---- | ---- |
| 130  | 209  | 281  | 244  | 252  | 265  | 266  | 258  | 232  |

| 1856 | 1861 | 1866 | 1872 | 1876 | 1881 | 1886 | 1891 | 1896 |
| ---- | ---- | ---- | ---- | ---- | ---- | ---- | ---- | ---- |
| 225  | 215  | 195  | 190  | 192  | 191  | 202  | 180  | 178  |

| 1901 | 1906 | 1911 | 1921 | 1926 | 1931 | 1936 | 1946 | 1954 |
| ---- | ---- | ---- | ---- | ---- | ---- | ---- | ---- | ---- |
| 168  | 170  | 165  | 137  | 134  | 124  | 126  | 131  | 116  |

| 1962 | 1968 | 1975 | 1982 | 1990 | 1999 | 2007 | 2012 | 2017 |
| ---- | ---- | ---- | ---- | ---- | ---- | ---- | ---- | ---- |
| 121  | 103  | 75   | 66   | 70   | 87   | 76   | 85   | 76   |

| 2019 | - | - | - | - | - | - | - | - |
| ---- | - | - | - | - | - | - | - | - |
| 73   | - | - | - | - | - | - | - | - |

## Lieux et monuments

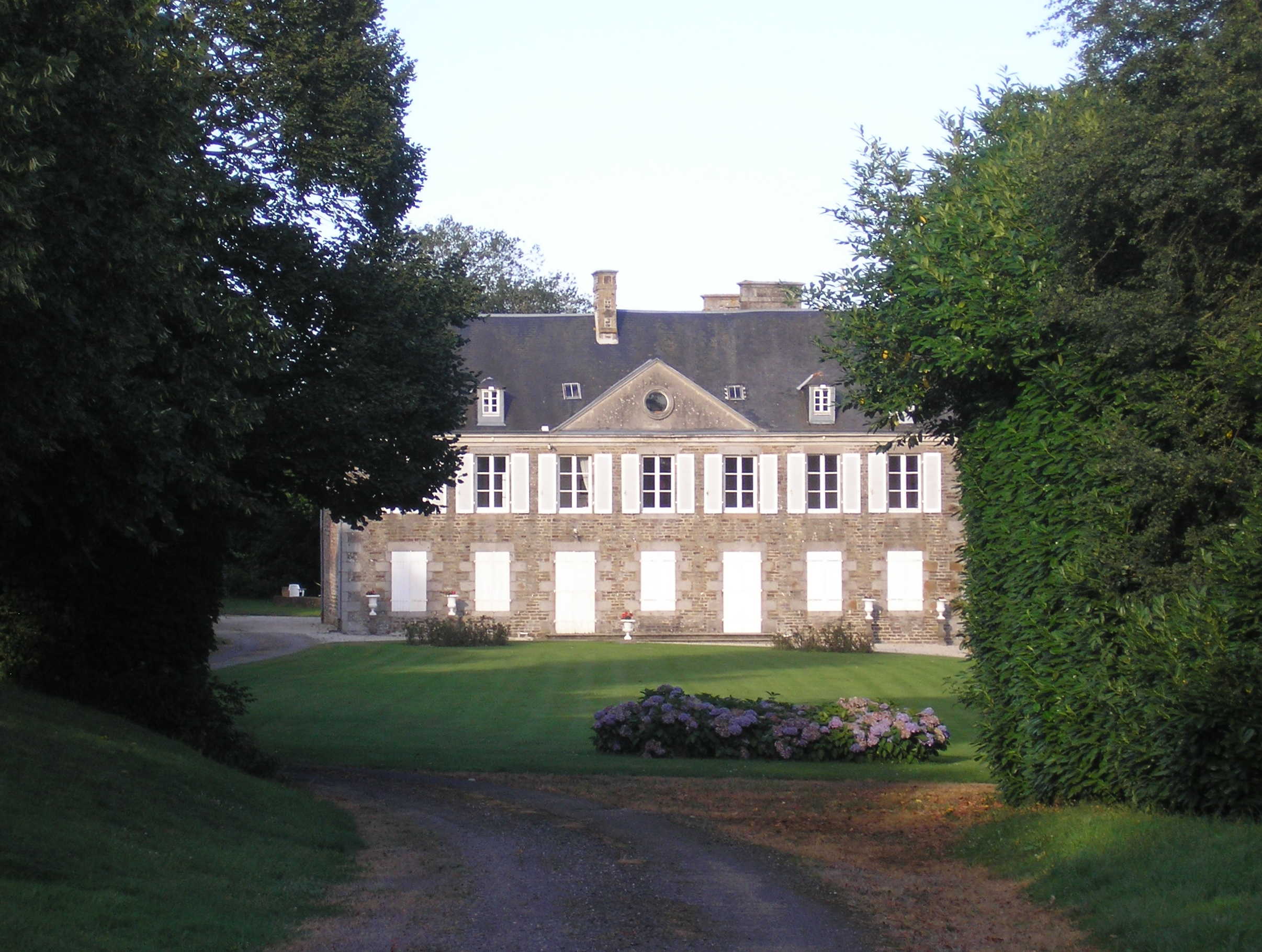
Le château d'Aigneaux.

- Église Notre-Dame (XVe siècle, restaurée XIXe).
- Château d'Aigneaux (XVIIIe siècle).